# Triéthylènetétramine
La triéthylènetétramine, plus couramment appelée trien ou TETA en chimie et trientine (DCI) en biologie est un composé organique de formule semi-développée NH2CH2CH2NHCH2CH2NHCH2CH2NH2 et donc de la famille des amines aliphatiques. Comme son nom l'indique, elle est composée de quatre fonctions amines séparées par trois ponts éthylène (-CH2CH2-).

## Synthèse
La triéthylènetétramine est obtenue par chauffage d'éthylènediamine ou par réaction d'une solution d'ammoniac avec du 1,2-dichloroéthane. Dans une telle réaction, de nombreuses d'éthylèneamines sont formées comme l'éthylènediamine, la diéthylènetriamine, les triéthylènetétramines, les tétraéthylènepentamines, les pentaéthylènehexamines et les aminoéthylpipérazines. Ces polyamines sont obtenues sous forme de chlorhydrates et doivent être neutralisées (en général avec une solution aqueuse d'hydroxyde de sodium) afin de produire les amines libres qui sont ensuite séparées les unes des autres par distillation et sublimation.
En 1990, le volume de production de triéthylènetétramine en Allemagne s'est élevé à 1200 à 1 500 t par an (par exemple, par Bayer AG), 6 000 t par an aux Pays-Bas, 1 800 t par an au Japon et plus de 11 000 t par an aux États-Unis. Ceci en fait l'une des substances chimiques qui sont produites en grande quantité. C'est l'un des composés chimiques produits en grande quantité (High production volume chemicals (en), HPVC) et pour l'Organisation de coopération et de développement économiques (OCDE), une base de données sur les dangers possibles („Screening Information Dataset“, SIDS).

## Propriétés
La triéthylènetétramine montre la réactivité typique des amines (similaire à l'éthylènediamine et à la diéthylènetriamine). Le point de fusion est plus faible pour le produit technique (jusqu'à −35 °C) que pour la substance pure.
TETA se présente sous la forme d'un liquide huileux incolore qui, dans la forme technique, a généralement une couleur jaunâtre en raison des impuretés causées par l'oxydation dans l'air. TETA technique contient jusqu'à 40 % des sous-produits sous la forme des isomères ramifiés comme la tris(2-aminoéthyl)amine ou d'autres composés organiques tels que le N, N'-bis(2-aminoéthyl)pipérazine, la N-(1-(2-pipérazine-1-yl-éthyl))-éthane-1,2-diamine ou la diéthylènetriamine.

## Usages
La triéthylènetétramine est utilisée pour la production d'agents mouillants, d'émulsifiants, d'additifs textiles, d'acrylates et des résines d'amines et amides (aminoplaste), et d'additifs pour lubrifiants et carburants (polybuténylsuccinimides). Elle est largement utilisée comme agent de durcissement pour les systèmes de résine époxy à deux composants, pour l'imprégnation et le revêtement des sols, ainsi que pour la production de mortiers et de mastics.

### Chimie de coordination
La triéthylènetétramine est un ligand tétradentate utilisé comme un agent chélatant dans la chimie des complexes (Abréviation IUPAC : trien). Les complexes octaédriques du type M(trien)Cl3 peuvent adopter plusieurs structures diastéréoisomères, la plupart d'entre elles étant de surcroît chirales. Trien forme par exemple avec les ions cuivre divalent un complexe bleu-foncé très soluble dans l'eau. Ceci peut être mis à profit pour complexer le cuivre dans la maladie de Wilson.
En médecine, le dichlorhydrate de trientine est approuvée comme médicament pour le traitement de la maladie de Wilson (maladie du surstockage de cuivre). Les bonnes propriétés de complexation du cuivre par la triéthylènetétramine sont utilisées pour lier et éliminer le cuivre en excès dans le corps, en particulier pour les malades de Wilson qui sont intolérants à la pénicillamine. Certains spécialistes recommandent la trientine en traitement de première intention, mais les expériences avec la pénicillamine sont plus courantes. En outre, la trientine montre des effets anti-angiogénique et inhibiteur de la télomérase, c'est pourquoi elle est considérée avoir un potentiel prometteur dans le traitement du cancer.

## Hydrochlorure de triéthylènetétramine
Il existe au moins deux hydrochlorures de cette tétramine :
- Le dihydrochlorate (2 HCl) de numéros CAS 38260-01-4, de numéro EINECS 253-854-3 et d' InChiKey WYHIICXRPHEJKI-UHFFFAOYSA-N a le numéro RTECS KH8587085 et SGH 07 avec H315, H319, H335 et P261, P305+P351+P338[12].
- Le tétrahydrochlorure (4 HCl) de numéro CAS 4961-40-4, de numéro EINECS 203-950-6 et d' InChiKey OKHMDSCYUWAQPT-UHFFFAOYSA-N a le numéro RTECS KH8587087 et SGH 07 et 08 avec H315, H319, H335, H351 et P261, P281, P305+P351+P338. Il fond à 269-270 °C[13].

## Hydrate de triéthylènetétramine
De formule chimique NH2CH2CH2(NHCH2CH2)2NH2·xH2O, l'hydrate de triéthylènetétramine a pour numéro CAS 305808-21-3, numéro EINECS 253-854-3 et InChiKey XJFQPBHOGJVOHU-UHFFFAOYSA-N. Il a un point de fusion de 45-48 °C et un point d'ébullition de 272 °C. Il n'a aussi un point éclair que 113 °C  (coupelle fermée). Ayant les mêmes SGH que trien pur, il a cependant des consignes de transport différentes, en particulier le numéro ONU 3263.